# Corybas serpentinus
Corybas serpentinus är en orkidéart som beskrevs av John Dransfield. Corybas serpentinus ingår i släktet Corybas, och familjen orkidéer. Inga underarter finns listade i Catalogue of Life.